# SOS - Train d'atterrissage bloqué
Pour plus de détails, voir Fiche technique et Distribution.
SOS - Train d'atterrissage bloqué (titre original : Abschied von den Wolken) est un film allemand réalisé par Gottfried Reinhardt sorti en 1959.

## Synopsis
L'aventurier Peter von Houten échappe de peu à un peloton d'exécution sur l'île fictive de San Quinto, marquée par des luttes révolutionnaires. Il est gracié et doit être expulsé par un avion régulier de Mexico aux Bermudes. L'armée de San Quinto oblige l'avion à une escale. Presque tout le film se passe dans l'avion, où plusieurs histoires se confondent.
Le capitaine Pink Roberti et son copilote Richard Marschall sont tous les deux amoureux de l’hôtesse de l'air Carla. Dans une tentative de détournement de l'avion vers Caracas, Roberti est abattu et le train d'atterrissage de l'aéronef est endommagé. Houten parvient à désarmer les ravisseurs. En fin de compte, le copilote est incapable de maîtriser avec succès l'approche aux Bermudes. Seul l'aventurier et ancien pilote von Houten, confronté à la méfiance en grande partie de l'équipage et des passagers, parvient à atterrir en toute sécurité après une approche vertigineuse et à sauver la vie de tous. Le copilote meurt alors qu'il était le dernier dans l'avion qui explose.

## Fiche technique
- Titre : SOS - Train d'atterrissage bloqué
- Titre original : Abschied von den Wolken
- Réalisation : Gottfried Reinhardt assisté d'Eva Ebner
- Scénario : George Hurdalek
- Musique : Werner Eisbrenner
- Direction artistique : Paul Markwitz, Heinrich Weidemann (de)
- Costumes : Helmut Holger (de)
- Photographie : Klaus von Rautenfeld
- Son : Gerhard Müller
- Montage : Kurt Zeunert
- Producteur : Artur Brauner
- Société de production : CCC-Film
- Société de distribution : Deutsche Film Hansa
- Pays de production :  Allemagne de l'Ouest
- Langue : allemand
- Format : Noir et blanc - 1,66:1 - Mono - 35 mm
- Genre : Aventures et catastrophe
- Durée : 99 minutes
- Dates de sortie :
  - Allemagne de l'Ouest : 5 novembre 1959
  - Autriche : 29 janvier 1960
  - France : 13 juin 1962[1]

## Distribution
- O. W. Fischer : Peter van Houten
- Sonja Ziemann : Carla
- Peter van Eyck : Pink Roberti
- Horst Frank : Richard Marshall
- Christian Wolff : Mischa Gomperz
- Paul Dahlke : Dr. Quartz
- Chariklia Baxevanos : Stella Valencias
- Günter Pfitzmann (de) : Howard Sims
- Leon Askin : Général Cordobas
- Linda Christian : Comtesse Colmar
- Erica Beer : Cecily Sims
- Cora Roberts (de) : Doris
- Olga Plüss : François Leclerc
- Silvia Reinhardt : Eva Roberti
- Paul Esser : Monsignore Scarpi
- Martin Berliner (de) : Rabbin Birnbaum
- Friedrich Schoenfelder : Révérend Wilson
- Hans W. Hamacher (de) : Joe
- Werner Stock (de) : Le premier joueur d'échecs
- Hugo Lindinger (de) : Le deuxième joueur d'échecs
- Jochen Blume : Emilio, l'opérateur radio
- Heinz Spitzner : Prof. Thomas
- Bruno W. Pantel : L'homme d'affaires
- Wolfgang Völz : L'ingénieur Albert
- Gerd Martienzen : L'homme de la tour